# Ferslev (Aalborg Kommune)
 For alternative betydninger, se Ferslev. (Se også artikler, som begynder med Ferslev)
Ferslev er en lille by i Himmerland med 678 indbyggere  (2024), beliggende i Ferslev Sogn 4 km. sydøst for Svenstrup J og 16 km. syd for Aalborg. Byen ligger i Region Nordjylland og hører til Aalborg Kommune.
Ferslev by kan opdeles i en historisk og en ny struktur:
I den historiske landsby ligger bl.a. Ferslev Kirke og flere gamle gårde, heriblandt præstegården. De gamle veje danner hovedfærdselsårerne i byen. I den nye bystruktur er en stor del af bebyggelsen parcelhuse. Byen er blevet udvidet med den gamle bydel som det bymæssige centrum, og der er i forbindelse med kirken blevet opført en skole og en hal med tilhørende idrætsanlæg. 